# Pachamama

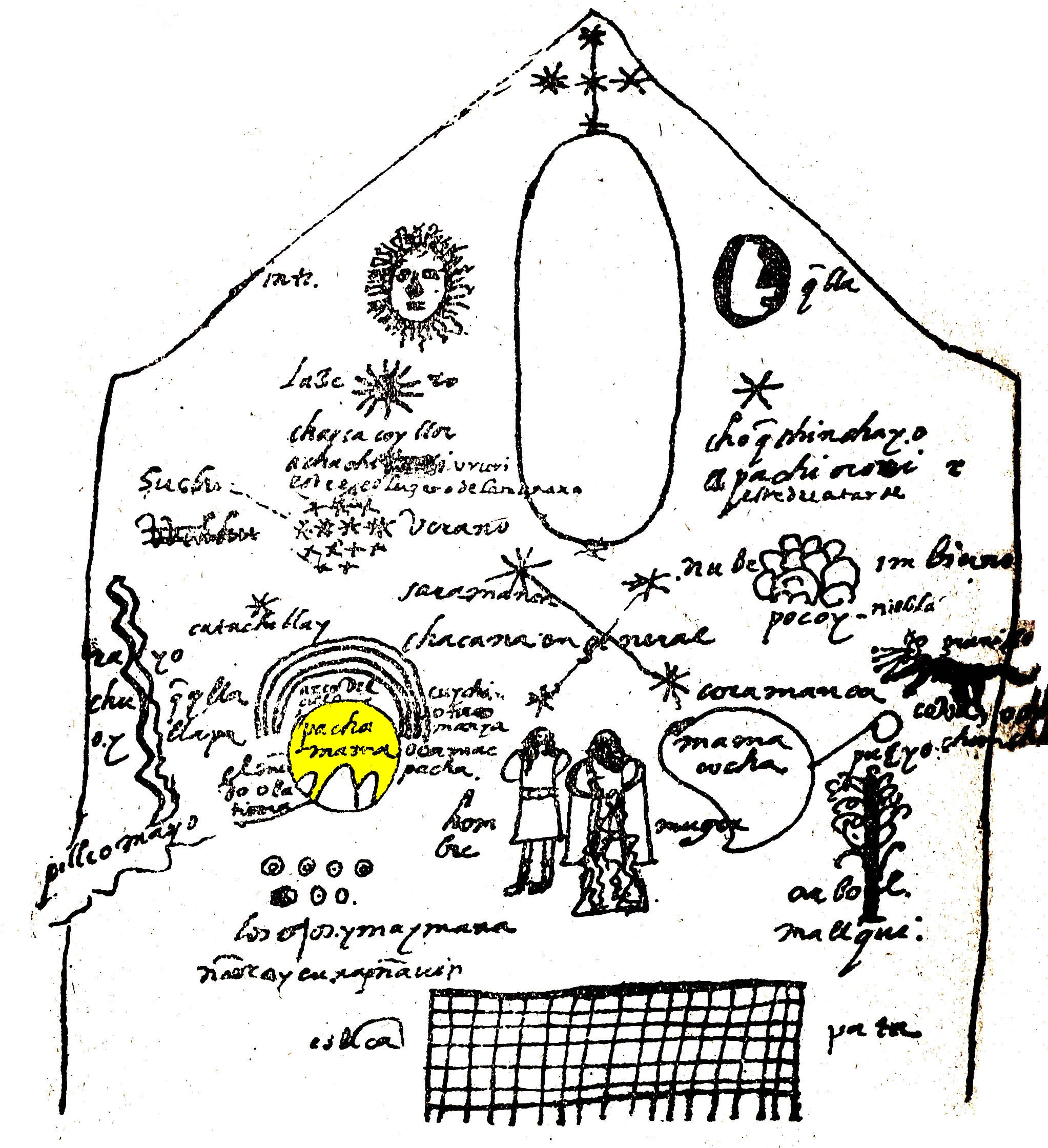
Darstellung der Pachamama in der Kosmologie nach Juan de Santa Cruz Pachacuti Yamqui Salcamayhua (1613, nach seinen Angaben nach einem Bild im Sonnentempel Coricancha in Cusco)

Die Göttin Pachamama (Aussprache [patʃaˈmama]) oder Mama Pacha (Quechua und Aymara „Mutter Erde, Mutter Welt, Mutter Kosmos“) gilt mehreren indigenen Völkern der Anden Südamerikas als personifizierte Erdmutter, die Leben in vielfacher Hinsicht schenkt, nährt, schützt und zu ritueller Kommunikation fähig ist. Pachamama ist Vermittlerin zwischen Ober- und Unterwelt. Die Quechua und Aymara verehren die Pachamama als allmächtige Göttin, die allen Kreaturen das Leben schenkt und sie nährt. Pachamama wird heute als Faktor für Identität, sozialpolitischen Widerstand und als Hoffnung auf ein umfassenderes Leben angesehen. Im Jahre 2008 wurde Pachamama neben Sumak kawsay („gutes, harmonisches Leben“) als ein Grundprinzip in die aktuelle Verfassung von Ecuador aufgenommen.
Zu unterscheiden ist zwischen Pacha als einem eher geschlechtslosen Prinzip für das universale kosmische Gefüge, wie es von den Indigenen verstanden wurde, und der weiblichen Götter-Personifizierung, wie sie im Verlauf der spanischen Kolonisierung durch die Verknüpfung des Prinzips mit der christlichen Marienverehrung in zahlreiche Formen des Pachamama-Kultes mündete.

## Herkunft
Das Wort pacha gibt es sowohl im Quechua als auch im Aymara, wo es das gleiche Bedeutungsfeld umfasst. Der Begriff pacha umfasst in beiden Sprachen seit jeher und bis heute sowohl Zeit als auch Raum, damit also die Gesamtheit des Seins, die Totalität. Doch pacha kann aufgeschlüsselt werden in drei Seinsebenen:
Auf der räumlichen Ebene heißen die zwei sich gegenüberstehenden Dimensionen hanaqpacha / hananpacha (Quechua) bzw. alaxpacha (Aymara), die Oberwelt (Himmel in der christlichen Vorstellung) und ukhupacha (Quechua) bzw. manqhapacha (Aymara), die Unterwelt (Hölle in der christlichen Vorstellung). In der andinen Kosmologie gibt es nicht die Vorstellung von absolut gut oder absolut schlecht. Alles hat alles in sich. Das gesamte Leben der Andenbewohner ist darauf ausgerichtet, ein ständiges Gleichgewicht (Mitte: chawpi bzw. taypi) zwischen den Gegensätzen zu schaffen. Arbeit, Gebete, Feste und Riten haben zum Ziel, dieses Gleichgewicht wiederherzustellen. So wie die Natur aus komplementären Gegensätzen besteht, bestehen auch jeder Mensch und auch alle Götter aus diesen diametralen Eigenschaften. Besitzt etwas, eine Sache, ein Mensch oder eine der Wesenheiten die eine Eigenschaft, so ist sie auch von der Gegenteiligen geprägt. Ohne das Gegenteil ist keine Einheit möglich. Gut ist nur das Ganze – der Ausgleich – und nur durch den Ausgleich ist Stabilität garantiert.
Die dritte Dimension, die zwangsläufig vorhanden sein muss, weil sich diese beiden Ebenen niemals treffen können, da sie diametral entgegengesetzt sind, heißt auf Quechua kaypacha, im Aymara akapacha: diese Welt/Zentrum.
Auf der zeitlichen Ebene repräsentiert auf Quechua ñawpa pacha, auf Aymara nayra pacha das Vergangene, auf Quechua kunan pacha oder kanan pacha, auf Aymara jichha pacha das Gegenwärtige und auf Quechua qhipa pacha oder hamuq pacha, auf Aymara qhipa pacha oder jutiri pacha das Kommende.
Mama ist das Quechua-Wort für Mutter, während die Aymara-Bezeichnung tayka lautet. Im heutigen Aymara wird teilweise auch das aus dem Quechua stammende Wort mama für Mutter verwendet. Somit bedeutet Pachamama in beiden Sprachen auch Mutter des Raumes und der Zeit, der Welt und des Universums.
Durch Substitutionsprozesse seit der Ankunft der Spanier und der damit einhergehenden Christianisierung wurden die alten einheimischen Götterbilder gegen christliche Heilige und auch die Jungfrau Maria ausgetauscht. Maria wurde von den Missionaren der katholischen Kirche dazu benutzt, in der als „heidnisch“ bezeichneten Welt den Kult der Großen Mutter zu ersetzen. Damit sollte ein Anschluss an die alte Religion gewonnen werden, um sie auch plausibel widerlegen zu können. Die Voraussetzung einer erfolgreichen Missionierung war die formale und inhaltliche Übereinstimmung zwischen Altem und Neuem, sie konnte ohne ein starkes weibliches Symbol nicht überzeugen. Der Austausch der Götter war für die Bewohner weniger das Problem als das Verbot, weiterhin ihre Riten auszuüben, denn durch vorherige Eroberungen waren sie es gewöhnt, neue Götter in ihr Pantheon aufzunehmen.

## Erscheinungsbild / Aussehen

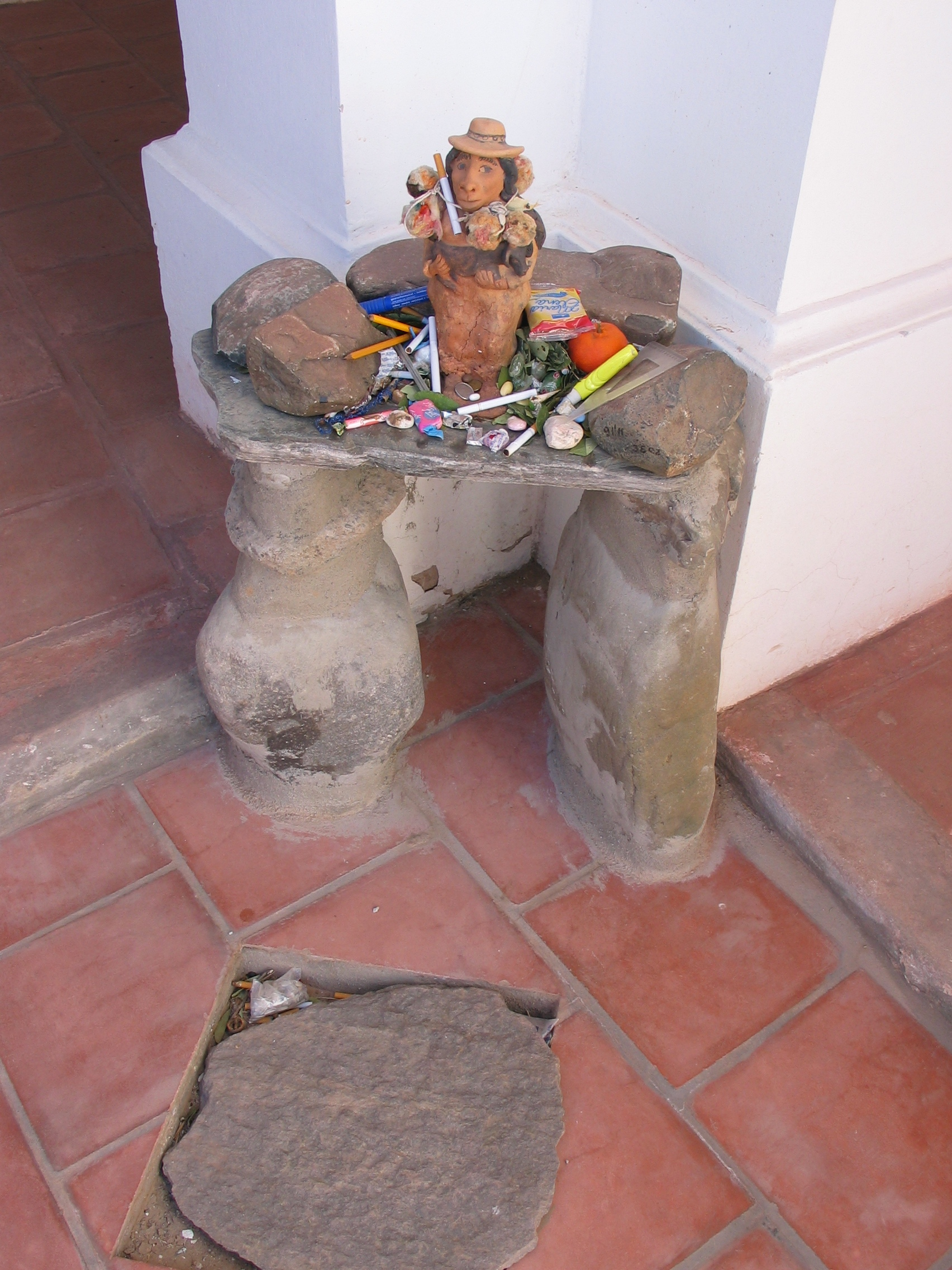
Figur der Pachamama mit Opfergaben in Salta im Nordwesten Argentiniens (2003)

Es gibt keine Abbilder, die Pachamama darstellen. Die Figuren, die auf den Märkten feilgeboten werden, sind neueren Datums und ausschließlich für Touristen hergestellt worden. Die Einheimischen selber brauchen und benutzen kein Abbild. Archäologisch gibt es auch keinen Nachweis.
Da Pachamama an jedem Ort und in jedem Moment gefühlt werden kann, gibt es auch kein bestimmtes Datum, sie zu ehren. In Bolivien gelten Dienstag und Freitag um Karneval zwar als besondere Tage für Pachamama, und auch die Zeit zwischen Ernte und Aussaat Anfang August ist etwas Besonderes für Pachamama, weil die Erde dann besonders verletzlich ist. Doch sind das Daten, die abhängig von anderen Faktoren und somit nicht auf ein bestimmtes Datum reduzierbar sind.
Die Beziehung zu Pachamama ist auf jeder Ebene möglich, denn sie ist das Leben selbst. Durch den Einfluss der westlichen Welt stellt man sich heutzutage Pachamama als kleine, hutzelige alte Frau vor, mit Kleidern aus feingesponnener Vicuña-Wolle. Manche Leute glauben, sie trage Spindel und Wolle mit sich und werde von einem schwarzen Hund und einer Schlange begleitet oder von einem Ehemann, dem Pacha Tata oder Pacha Apu, und lebe in der Erde. Trotz ihres Alters ist sie noch jung und kann immer noch Früchte hervorbringen. Zu Zeiten der Konquistadoren hatte man aber keine klare Vorstellung von ihr.
Pachamama ist auch nicht explizit weiblich. Dies erscheint auch logisch, wenn man bedenkt, dass Pachamama als ausgleichende Kraft zwischen Oberwelt (männlich) und Unterwelt (weiblich) fungiert und somit beide Merkmale in sich vereinigt und sich somit im Bereich des taypi/chawpi (bei Mircea Eliade: axis mundi) aufhält, sie (es) ist somit die ausgleichende Mitte.
Für die andine Bevölkerung haben sowohl Dinge als auch Ereignisse eine Mutter und diese Mutter ist Pachamama. Pachamama ist der Ursprung des Neuen und wird als mütterliche Quelle wahrgenommen. Dieser mütterlicher Charakter hat zur Folge, dass die Indigenen sich als Kinder dieser Kraft betrachten. Dieser mütterliche Charakter war ausschlaggebend dafür, dass Pachamama vornehmlich von Frauen verehrt wurde und über die Jahrhunderte und westlichen Einflüssen weiblich wurde.
Irrarázaval weist auf den Umstand hin, dass Pachamama nicht nur die Mutter Erde personifiziert und nicht nur den vergöttlichten Boden darstellt, sondern das „Leben an sich“.

## Kultplätze und Aufenthaltsorte
Als Kultstätten dienen häufig Felsen oder Steine, denen übernatürliche Eigenschaften zugesprochen werden. Oft erinnern sie in ihrer Form an das Symboltier der Pachamama, die Kröte, die seit alters her mit ihr identifiziert wird.
Teils werden als Aufenthaltsort der Erdmutter die bebauten Felder angegeben, teils das Erdinnere, teils die abgelegensten Wüsten oder Berge. Die Indigenen der Region Cochabamba in Bolivien halten den schneebedeckten Berg Tunari für die Wohnstatt Pachamamas und in den nordargentinischen Anden gilt sie gleichsam als „Mutter der Berge“.

## Religiöser Kontext
Die Pachamama wird heute noch in vielen Gegenden Perus, Boliviens, Kolumbiens und Ecuadors, aber auch teilweise im Nordwesten von Argentinien und im Norden von Chile von der indigenen Bevölkerung verehrt. Für weite Teile der indigenen Bevölkerung vermischt sich die Gestalt der Pachamama mit der Gestalt der Mutter Gottes Maria. Es verbinden sich so „heidnische“ und christliche Vorstellungen (Synkretismus). Beide Wesenheiten verbinden wesentliche Gemeinsamkeiten: betonte Mütterlichkeit und die Neigung, sich in zahlreiche örtliche Personifikationen zu differenzieren. Vermutlich wurde die Vermischung beider sowohl von den Missionaren gefördert als auch von den Indigenen erkannt und hingenommen, zumal die Eingliederung fremder Wesenheiten in die lokalen Pantheons in den Zentralanden eine lange Tradition hatte. Oft geht die Symbiose so weit, dass der Name Mariens bei Anrufung mit dem der Kröte, die Pachamama symbolisiert, verbunden ist.
Nach Irrarázaval handelt es sich bei beiden Wesenheiten um religiöse Symbole, die vor allem in der Praxis wahrgenommen werden. Pachamama werden Opfer dargebracht (pago a la pachamama), der Jungfrau werden Gelübde abgelegt. Beides wird vom Volk ausgeübt und man braucht keinen Spezialisten dazu. Bei beiden Wesenheiten kann eine bestimmte Art von Gleichwertigkeit festgestellt werden, wenngleich in unterschiedlicher Form. So weist Maria in Städten und in den von Mestizen bewohnten Gegenden Charakterzüge und Attribute der chthonischen (der Erde zugerechneten) Göttin Pachamama auf. Das kann den Eindruck vermitteln, dass sich das Christentum überlegen fühlt, was in der Praxis nicht der Fall ist. Als gemeinsame Elemente weisen sie auf das Leben und den Schutz hin, weshalb die Bevölkerung beiden Wesenheiten nahesteht. Der Unterschied ist, dass Pachamama mehr in familiären und gemeinschaftlichen Bereichen anzutreffen ist, Maria hingegen mehr im privaten, städtischen Bereich angerufen wird.
Das Opfer an die Pachamama ist ein gemeinschaftlicher Akt, wohingegen die Kerze für Maria ein individueller ist. Pachamama integriert eher die soziokulturelle Ordnung, Maria ist für alles zuständig, Pachamama wird in allem gesehen, Maria hat ein konkretes Abbild. Es lässt sich sagen, dass die Beziehung zwischen Pachamama und Maria mehr funktionaler als identifikatorischer Art ist.
Im Oktober 2019 wurden mehrere in der Karmeliterkirche Santa Maria in Traspontina in Rom ausgestellte Pachamama-Statuen von traditionalistischen Katholiken entwendet und in den Tiber geworfen, was von Paolo Ruffini, dem Leiter der vatikanischen Kommunikationsabteilung, als Diebstahl und Verstoß gegen den Geist des Dialogs kritisiert wurde. Die Statuen wurden unversehrt aus dem Fluss geborgen, wie Papst Franziskus bekannt gab, der um Vergebung bat, und von der italienischen Polizei in Verwahrung genommen. Zu der Tat bekannte sich der österreichische Demo-für-alle-Aktivist Alexander Tschugguel. Das vorsätzliche öffentliche Wegwerfen von Kultgegenständen ist in Italien als Religionsbeschimpfung strafbar und mit bis zu zwei Jahren Haft bedroht. Am 3. November 2019 führte der Pönitentiar des Erzbistums Mexiko, Hugo Valdemar, in einer Kirche des Erzbistums eine öffentlich verbreitete Verbrennung von Pachamama-Darstellungen durch. Er berief sich dabei auf einen Brief des dem Engelwerk angehörenden kasachischen Weihbischofs Athanasius Schneider ORC aus Astana.

## Pago a la Pachamama

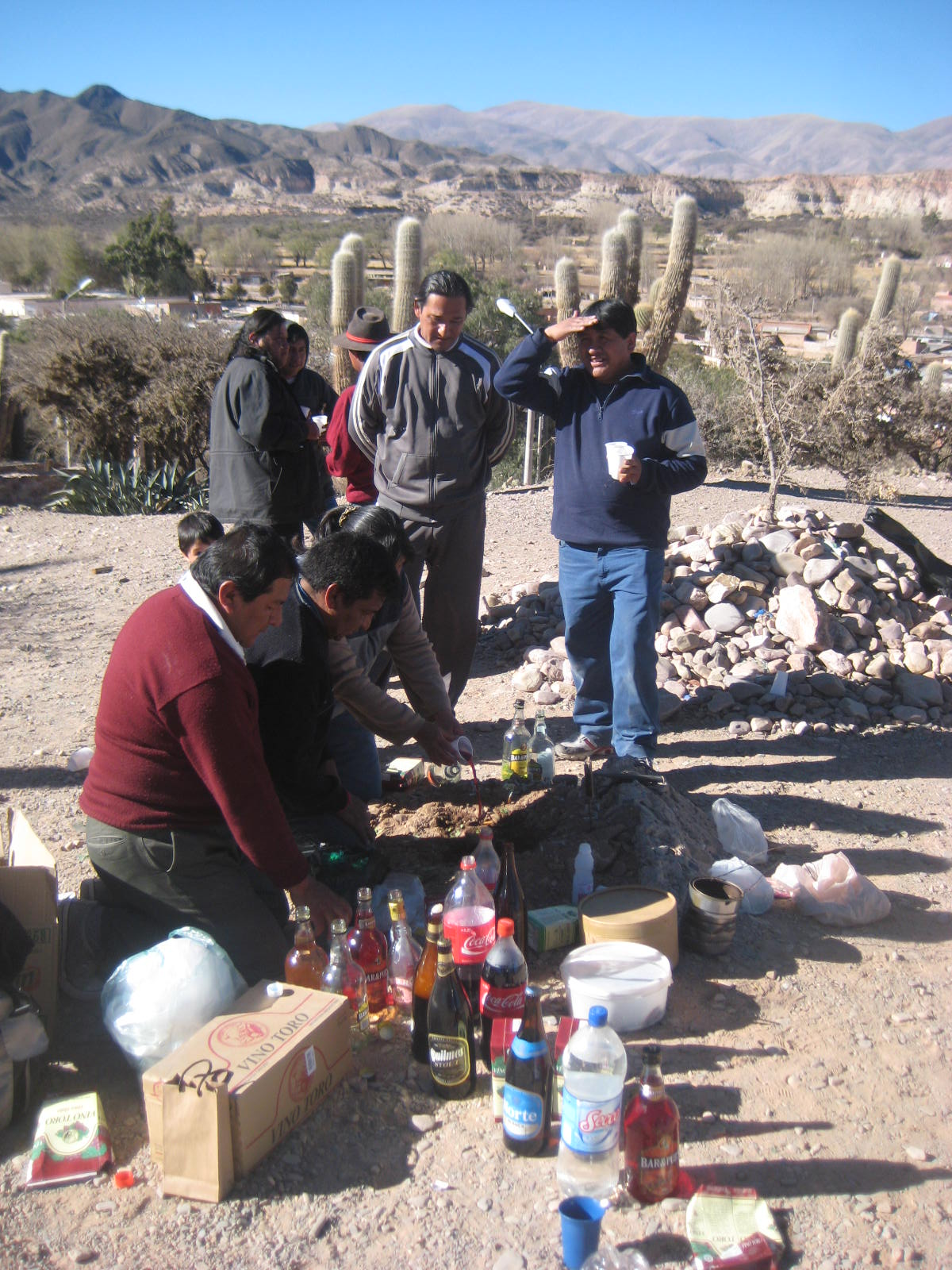
Opferritual für Pachamama in Humahuaca, Argentinien (2009)

Der Kult wird sehr ernst genommen. Nach dem Prinzip der Reziprozität wird den Wesenheiten Respekt gezollt und Opfer dargebracht. Das gesamte Leben der Andenbewohner ist darauf ausgerichtet, ein ständiges Gleichgewicht zwischen den Gegensätzen zu schaffen. Arbeit, Gebete, Feste und Riten haben zum Ziel, dieses Gleichgewicht der diametralen Kräfte zu erhalten bzw. es immer wiederherzustellen. Das Prinzip der Reziprozität ist ein ungeschriebenes, selbstverständliches und verbindliches Gesetz der sozialen Beziehungen (ayni) und gilt auch in Bezug auf die Wesenheiten. Da die Menschen etwas von den Wesenheiten wollen, welche die Macht über das haben, was den Menschen wichtig ist, müssen diese gemäß dem Wert des Erwünschten etwas zurückgeben. Die Götter geben nicht, ohne dass sie auch empfangen. Sie erwarten zweierlei: Achtung oder Ehrerbietung sowie Speise und Trank. Achtung und Ehrerbietung bedeutet, dass man an keinem Wohnsitz einer Gottheit vorbeigeht ohne eine Geste der Begrüßung. Niemand würde „einfach so“ an einem dieser heiligen Orte vorbeigehen, sich einfach hinsetzen und sich ausruhen oder gar anfangen zu essen, ohne diese Geste vorher gemacht zu haben. Man opfert ihnen zum Beispiel ein paar Cocablätter und setzt sich betend mit der Gottheit auseinander. Diese Geste würde niemand vernachlässigen, denn wenn man nicht gibt, kann man auch nicht erwarten, etwas zu bekommen. Durch Opfer und Verehrung in Form von Festen gibt der Mensch zurück, was er von den entsprechenden Wesenheiten erhalten hat.
Die Gabe kann aus verschiedenen Dingen bestehen. So bereitet man z. B. eine mesa, eine ch'alla (Trankopfer) oder eine vilancha (Blutopfer), denn die Götter haben wie die Menschen auch Hunger und Durst. Verspricht man der Wesenheit etwas, muss das unter allen Umständen eingehalten werden, sonst entsteht ein Ungleichgewicht. „Freigebigkeit ist obligatorisch, da sich anderenfalls … die Götter an dem Übermaß an Glück und Reichtum einiger Menschen rächen.“
Auf der Basis der Reziprozität streben die Menschen diese Ausgewogenheit ständig an. Wenn einmal etwas anderes als das Erhoffte eintritt, gerät der Mensch in Opferschuld, was mit dem Konzept der Reziprozität aufs Engste zusammenhängt. Opferschuld ist der Inbegriff der Nicht-Reziprozität auf der Seite der Menschen. Aus diesem Grund besteht auch ein reziprokes Verhältnis zwischen den Menschen und Pachamama. Fast das ganze Jahr über ist die Erde aktiv, sprich ist in den Agrarzyklus eingebunden. Nur wenige Tage im Jahr ist sie passiv. Das sind die Tage zwischen 1. und 6. August und in der Karwoche. Zu beiden Zeiten bringt man ihr Opfer dar und straft diejenigen, die sie in dieser Zeit bearbeiten. Während der Karwoche stirbt die Erde, was auch als Symbol für den Tod Christi angesehen wird. Beim pago gibt der religiöse Mensch der Erde eine Gabe. Meist verbrennt oder vergräbt er sie (mesa). Man gibt zurück, was man erhalten hat. Man opfert ihr, weil sie Hunger hat, und bedankt sich für das, was man erhalten hat, und bittet zum Beispiel um eine gute Ernte. Um das Erbetene zu erhalten, vollziehen die Gläubigen Riten. Wird ihr Kult vernachlässigt, kann sie mit Krankheiten, Missernten oder anderen Übeln bestrafen. So besitzt sie auch ambivalente Eigenschaften.
In Bolivien gelten der Dienstag und der Freitag als die Tage für Pachamama, besonders der Freitag vor und nach Karneval, wo besonders an Kultplätzen (huacas / wak'a) (beispielsweise Felsen in Form einer Kröte oder einer Schlange) spezielle Riten abgehalten werden (z. B. für bessere Arbeit, mehr Geld etc.). Auch der Dienstag nach Karneval spielt eine große Rolle. An diesem Tag wird eine ch'alla (Trankopfer) und eine mesa für die Pachamama abgehalten, um Glück und Überfluss ins Haus zu holen. Am Freitag vor Karneval wird die vilancha (Tieropfer mit Lamas) abgehalten. Meist dient sie dazu, in den Bergwerken der Minengottheit tío Blut zu opfern, damit die Mine und das Gestein gesättigt sind und keine Menschenopfer fordert. Da tio bei Ansprache weiblich wird, ist davon auszugehen, dass damit Pachamama gemeint ist. Es werden nur männliche Tiere geopfert, und immer sind die Tiere weiß. Das Fleisch der Tiere wird gegessen (ohne Knoblauch und Salz), die Knochen verbrannt und das Herz der Wesenheit dargebracht.
Manche Familien haben auf ihren Grundstück einen speziellen Platz für sie eingerichtet. An dieser Stelle wird auch vor jeder Mahlzeit der erste Bissen geopfert, aus Dankbarkeit für das Essen. Auch geht immer der erste Schluck Alkohol an die Pachamama. „La pachamama debe beber antes que él mismo.“ (Die Pachamama muss vor einem selbst trinken). Dazu wird der Alkohol auf die Erde geschüttet (ch'alla).

### Opferschuld
Das gesamte Leben der Andenbewohner ist darauf ausgerichtet, ein ständiges Gleichgewicht zwischen den Gegensätzen zu schaffen. Feste, Riten und Gebete haben zum Ziel, das Gleichgewicht der Kräfte zu erhalten, bzw. es immer wiederherzustellen.
Opferschuld hat nichts mit dem christlichen Konzept des „schuldig sein“ zu tun, es hat keine moralische Funktion, sondern ist auf dem Hintergrund des Wertes der Reziprozität, der Gegenseitigkeit, ein Defizit im Geben. Ist also ganz wörtlich genommen „Schuld haben“ und verweist auf ein Handlungsdefizit. Opferschuld bezieht sich genau genommen auf das Eins-Seins mit sich selbst, auf das Ausgewogensein mit dem gesamten Kosmos. Meist schicken die Gottheiten erst einmal kleine Signale des Unheils (z. B. stolpern, sich den Knöchel verletzen oder ähnliches. Nichts wird zufällig gesehen) und kündigen somit an, dass etwas Schlimmeres passieren könnte, wenn der Opferschuld nicht nachgegangen wird. Opferschuld kann auch erblich sein, d. h., selbst wenn man immer reichlich geopfert hat, kann es sein, dass die Eltern oder Großeltern es versäumt haben, ihrer Verantwortung des Opferns nachzugehen und den Nachkommen die Opferschuld nun aufgeladen wird. Opferschuld kann auch kollateral wirken, d. h., es kann sein, dass sich diese Opferschuld auf Geschwister oder Vettern überträgt. Doch wenn man die Grundsätze immer beachtet, erscheint es unmöglich, von der Opferschuld getroffen zu werden. Doch das ist bei der Vielzahl an Gottheiten und heiligen Plätzen gar nicht möglich, denn man kann nicht alle kennen.
Laut Hans van den Berg streben die Menschen auf der Basis der Reziprozität immer diese Ausgewogenheit an – und verfehlen sie ständig. Er meint, dass dies zum einen an den moralischen Verfehlungen gegenüber der Gesellschaft und der Natur und zum anderen an der Respektlosigkeit gegenüber den Göttern liegt, d. h., es wurde nicht richtig und genug geopfert. Das heißt auch, dass die Menschen die „Schuld“ erst einmal bei sich suchen, in einem Fehlverhalten gegenüber dem Numinosen und nicht bei den Göttern selber.